# Wasilij Tropinin
Wasilij Tropinin (ros. Васи́лий Андре́евич Тропи́нин, ur. 19 marca?/30 marca 1776 we wsi Korpowo koło miasta Czudowo guberni nowogrodzkiej, zm. 3 maja?/15 maja 1857 w Moskwie) – rosyjski malarz-portrecista.

## Życiorys
Urodził się w rodzinie chłopa pańszczyźnianego należącego do hrabiego Minicha. Został odsprzedany hrabiemu Morkowowi w charakterze służącego w domu.
Około roku 1798 został wysłany do Sankt Petersburga na naukę zawodu cukiernika, lecz dzięki talentowi rysownika uczył się po kryjomu w Cesarskiej Akademii Sztuk Pięknych w Petersburgu u Stiepana Szczukina. W roku 1804 został wezwany do wyjazdu na Podole do nowego majątku hrabiego Morkowa. Mieszkał głównie tam do roku 1821 malując z natury, po czym przeniósł się do Moskwy wraz z rodziną swego właściciela.
W roku 1823 w wieku 47 lat został wyzwolony ze stanu chłopa pańszczyźnianego. We wrześniu tegoż roku przedstawił Radzie Akademii swoje obrazy „Koronczarka”, „Ubogi starzec” i portret malarza E. Skotnikowa, otrzymując tytuł „naznaczonego” artysty. W roku 1824 portret K. Leberechta przyniósł mu tytuł akademika.
W roku 1833 został pedagogiem publicznej klasy, a następnie Moskiewskiej Szkoły Malarstwa, Rzeźby i Architektury. W roku 1843 został wybrany członkiem honorowym Moskiewskiego Towarzystwa Artystycznego.
Tropinin stworzył ponad trzy tysiące portretów. Wczesne dzieła wykazują wpływ romantyzmu. Późniejsze portrety powstały pod wpływem malarstwa realistycznego.
Zmarł w Moskwie i został pochowany na Cmentarzu Wagańkowskim.

## Galeria

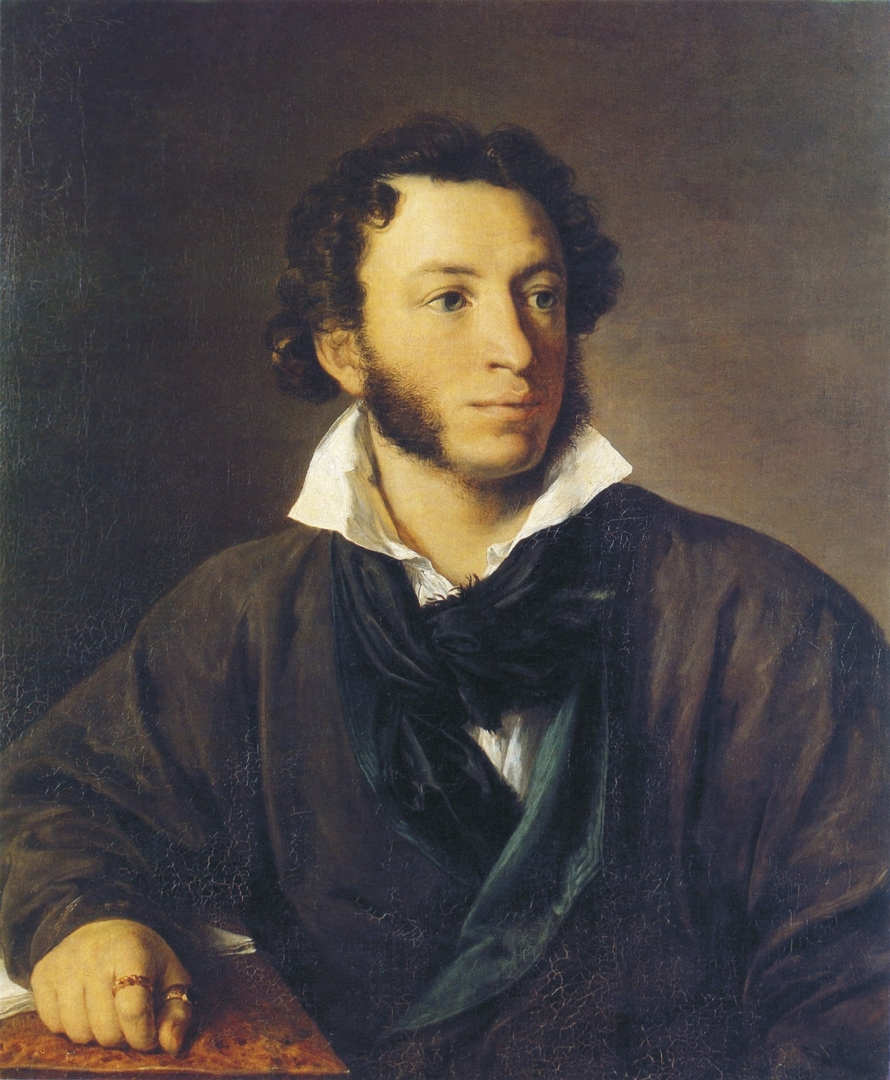
Portret Aleksandra Puszkina
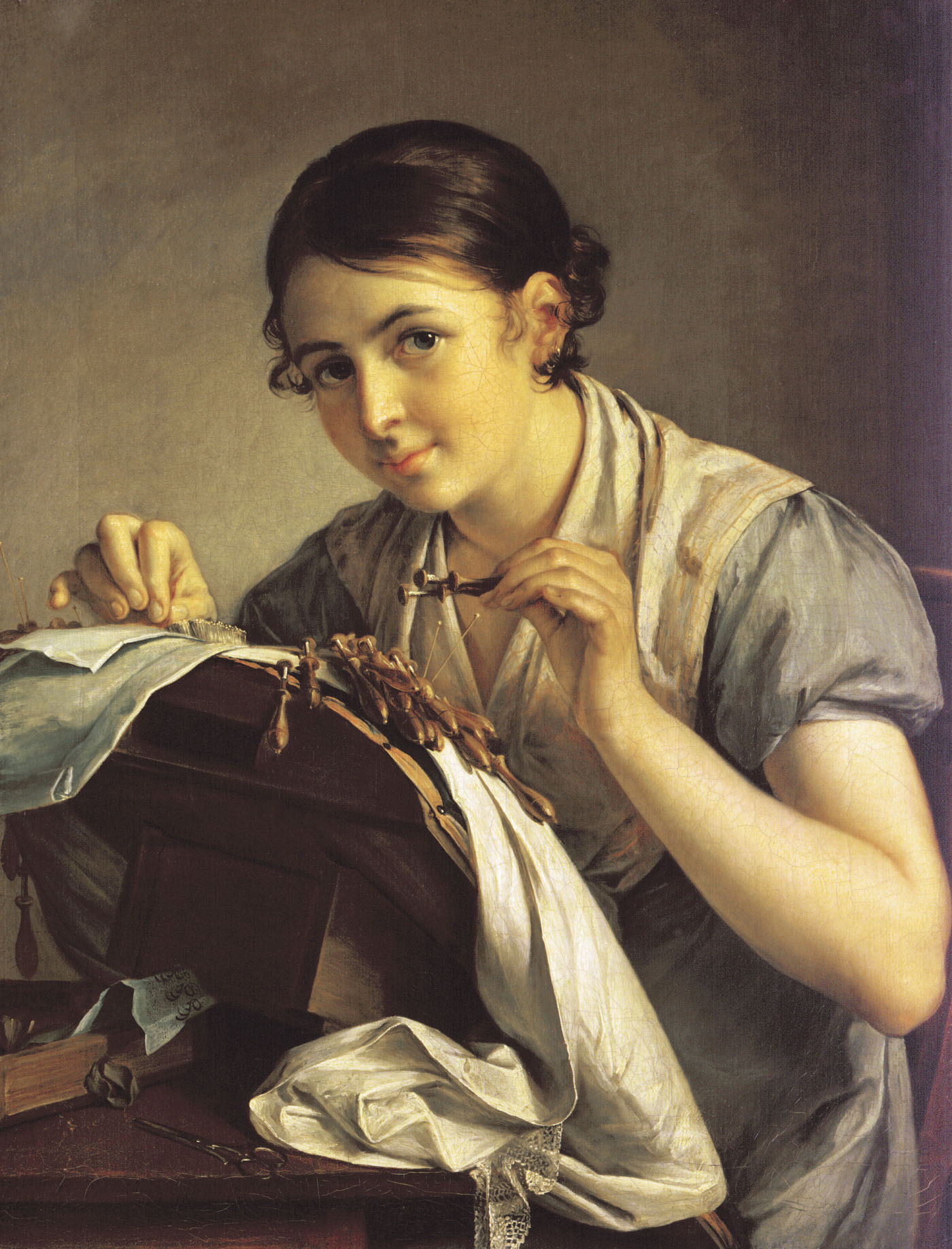
Koronczarka 1823
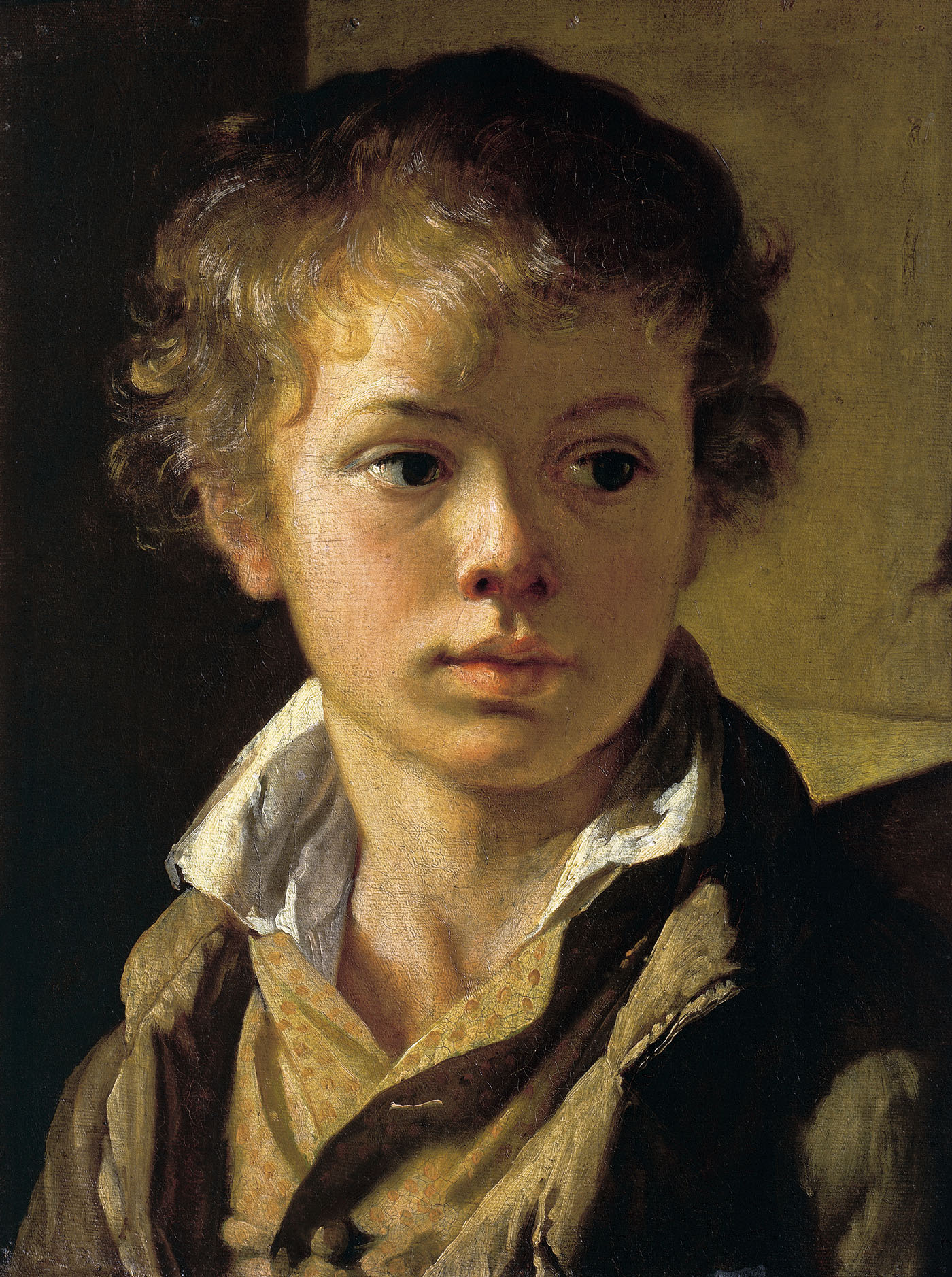
Portret syna artysty ok. 1818
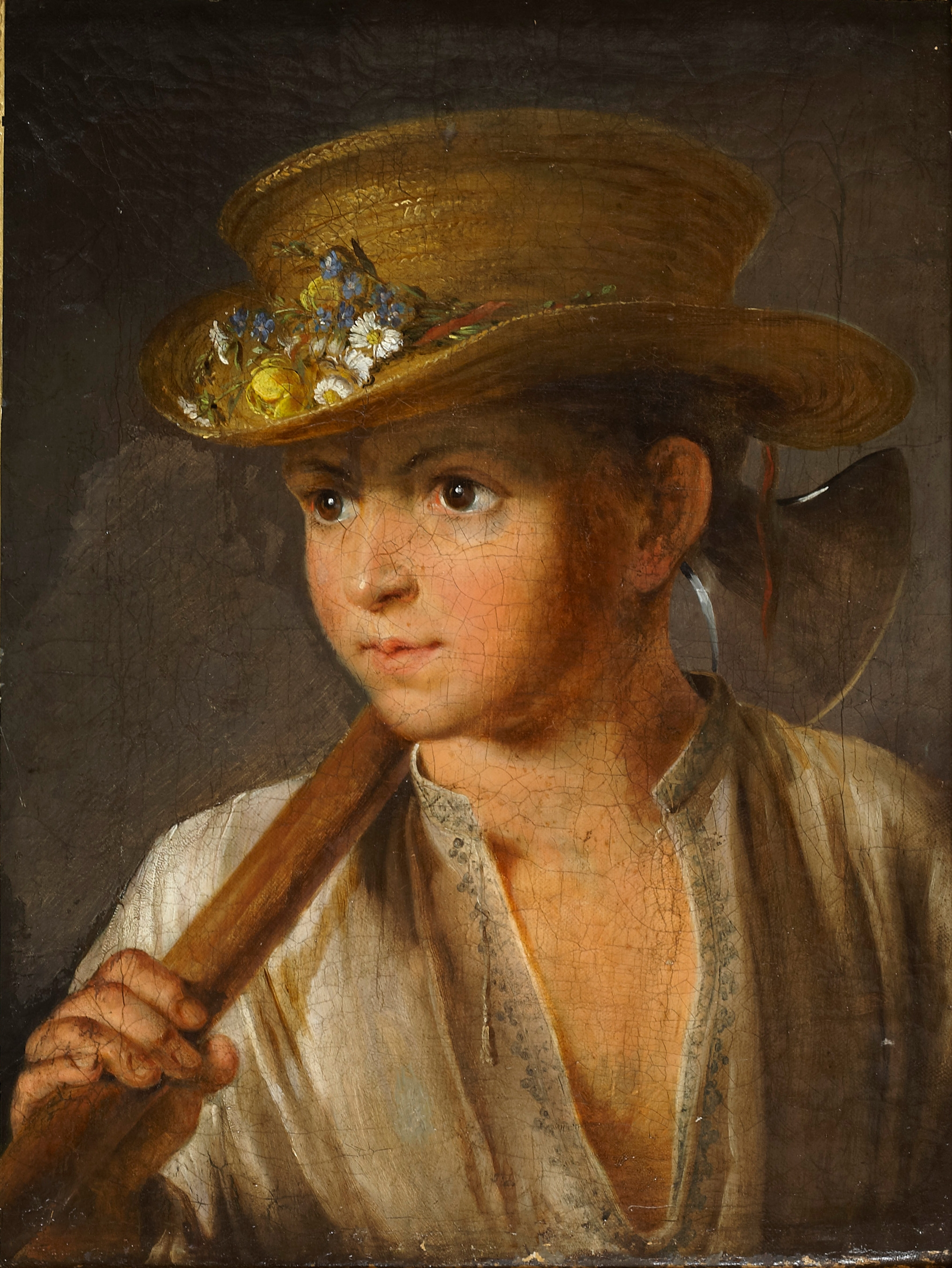
Chłopiec z toporem ok. 1810